# Kenneth Stephen Brown

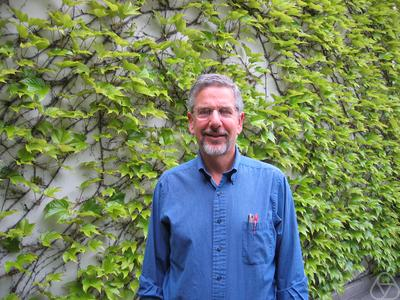
Kenneth S. Brown, Oberwolfach

Kenneth Stephen Brown (* 1945) ist ein US-amerikanischer Mathematiker.
Brown wurde 1971 bei Daniel Quillen am Massachusetts Institute of Technology promoviert (Abstract Homotopy Theory and Generalized Sheaf Cohomology). Er ist Professor an der Cornell University.
Er befasst sich mit der Kategorientheorie und Kohomologie von Gruppen.
2012 wurde er Fellow der American Mathematical Society. Er war 1978 Gastredner auf dem Internationalen Mathematikerkongress in Helsinki (Cohomology of Infinite Groups).

## Schriften
- Cohomology of Groups, Graduate Texts in Mathematics, Springer 1982
- Buildings. Springer 1989.
- mit Peter Abramenko:  Buildings - Theory and Applications, Graduate Texts in Mathematics, Springer 2008
- Euler characteristics of discrete groups and G-spaces. Invent. Math. 27 (1974), 229–264.
- mit Ross Geoghegan: Cohomology with free coefficients of the fundamental group of a graph of groups. Comment. Math. Helv. 60 (1985), no. 1, 31–45.
- Finiteness properties of groups. J. Pure Appl. Algebra 44 (1987), no. 1–3, 45–75
- Trees, valuations, and the Bieri-Neumann-Strebel invariant. Invent. Math. 90 (1987), no. 3, 479–504.
- mit Persi Diaconis: Random walks and hyperplane arrangements. Ann. Probab. 26 (1998), no. 4, 1813–1854.